# صوفي، أميرة بروسيا
صوفي يوهانا ماريا، أميرة بروسيا (بالألمانية: Sophie Prinzessin von Preußen)‏ (née Princess of Isenburg ، مواليد 7 مارس 1978) هي زوجة جورج فريدريش، أمير بروسيا رئيس آل هوهنتسولرن.

## الأسرة والعمل
ولدت صوفي في 7 مارس 1978 في فرانكفورت في ألمانيا الغربية. والديها هما فرانز ألكسندر أمير إيزنبورغ وزوجته الكونتيسة كريستين فون سورما زو دير جيلتش. والدها هو رأس الوساطة الألمانية وهو خط كاثوليكي من أمراء الإمبراطورية الرومانية المقدسة، الذين فقدوا استقلالهم في عام 1815. لديها شقيقتان (الأرشيدوقة كاثرينا من النمسا-إستي وإيزابيل، أرملة أمير ويد) وأخوين (ألكسندر أمير إيزنبورغ بالوراثة، والأمير فيكتور).

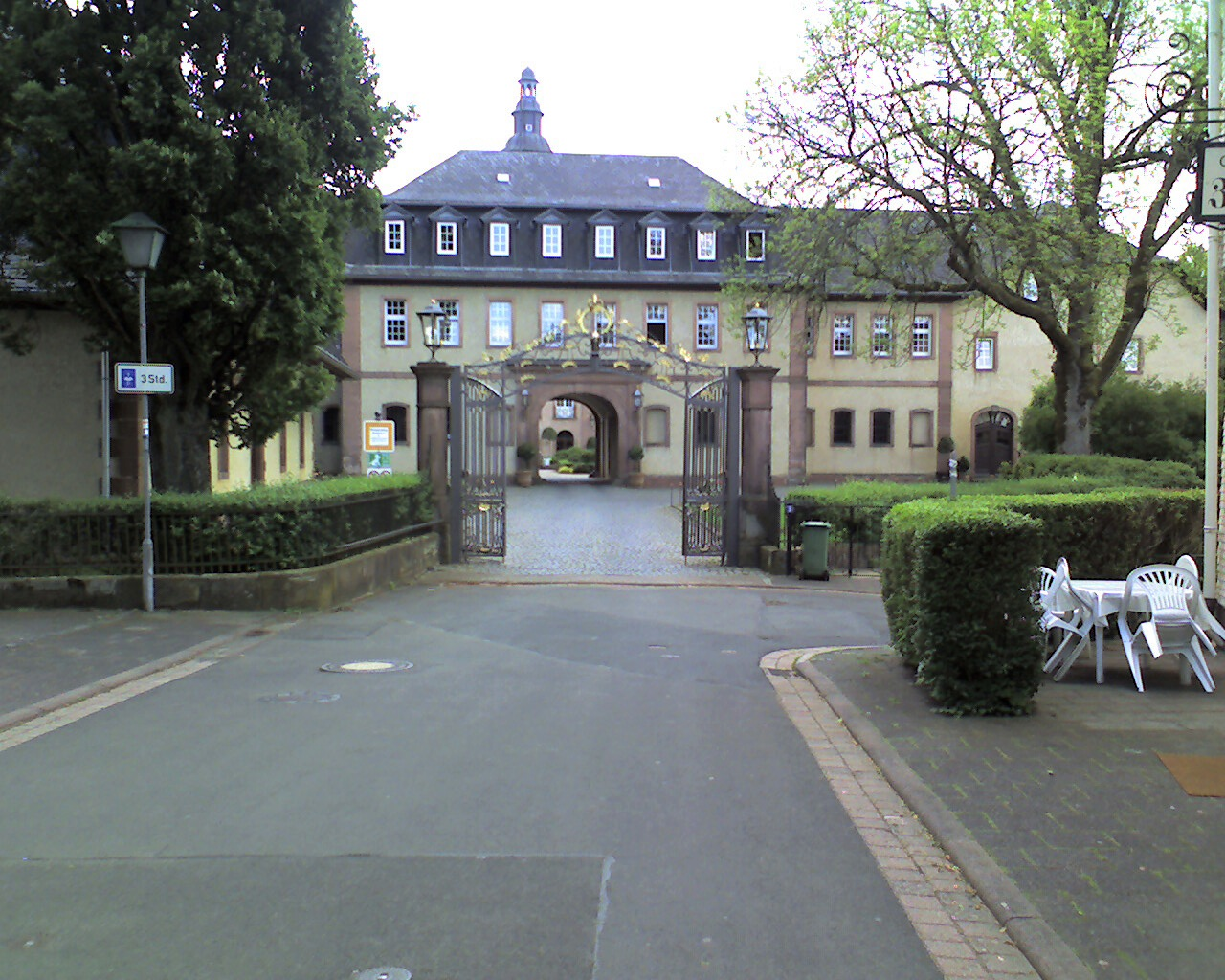
قلعة بيرستين

نشأت صوفي في قلعة بيرستين، وهي مقر العائلة في هسن، ودرست في مدرسة ابتدائية في بيرستين وفي مدرسة سانت ماري (وصلة بالألمانية) في فولدا. ثم حضرت المدرسة الداخلية كلوستر والد واجتازت مستويات المتقدمة بالإضافة إلى اختبار تجاري كخياطة. تولت تدريبًا في البوندستاغ في بلادها، وفي لندن وهونغ كونغ وشنغهاي. درست صوفي إدارة الأعمال في جامعة فرايبورغ وجامعة هومبولت في برلين وتعمل في شركة تقدم خدمات استشارية للأعمال غير الربحية.

## الزواج
في 21 يناير 2011، أعلن جورج فريدريش، رئيس آل هوهنتسولرن، خطوبة الزوجين. أجري حفل الزفاف المدني في قاعة مدينة بوتسدام من قبل العمدة يان جاكوبس في 25 أغسطس 2011، وتم حفل الزفاف الديني في كنيسة السلام في 27 أغسطس 2011، في ذكرى مرور 950 عامًا على تأسيس آل هوهنتسولرن. وعقب الحفل، أقيم حفل استقبال على أساس قصر سانسوسي الصيفي لفريدرش العظيم.

## الأطفال
في 20 يناير 2013، أنجبت صوفي توأمًا، كارل فريدريش فرانز ألكسندر ولويس فرديناند كريستيان ألبريشت. كارل فريدريش، الأكبر بين الاثنين، هو الوريث الواضح لآل هوهنتسولرن. ولد طفلهما الثالث، إيما ماري شارلوت صوفي، في 2 أبريل 2015. ولد الطفل الرابع للزوجين، هاينريش ألبرت جوهان جورج، في 17 نوفمبر 2016.

## العناوين والأنماط
- 7 مارس 1978 - 25 أغسطس 2011: صاحبة السمو الأميرة صوفي من إيزنبورغ
- 25 أغسطس 2011 إلى الوقت الحاضر: صاحبة السمو الإمبراطوري والملكي أميرة الأميرة بروسيا